# 森林城市 (緬因州)
森林城市是美國緬因州華盛頓縣北部一個非建制地區，海拔約為140米（459英尺），而美國郵遞區號則是04413。當地靠近美加邊界，並與鄰國加拿大紐賓士域省同名城鎮森林城市隔界相望。森林城設有「森林城市邊境管制站」（Forest City Border Crossing），以及一個鄰近奇普特內蒂庫克湖（Chiputneticook Lakes）的小型水壩。